# Géométrisation
 (juin 2007).
La géométrisation de la chimie est une étape de l’évolution de la science chimique et du développement de son langage.
Ce domaine de la chimie théorique fait usage de l’analyse logique, des méthodes mathématiques, de la modélisation mathématique et d’autres branches des sciences mathématiques contemporaines.